# HD 163641
HD 163641，又名BD+06 3578，SAO 122949、HR 6690，是一颗恒星，视星等为6.29，位于銀經32.57，銀緯15.06，其B1900.0坐标为赤經17h 52m 3.6s，赤緯+6° 15.06′ 4″。